# Serge Baudo
Serge Baudo [ˈsɛʀʒ baʊ̯ˈdo] (* 16. Juli 1927 in Marseille) ist ein französischer Dirigent.
Serge Baudo absolvierte in Paris seine Ausbildung in Komposition und Dirigentstudium. Zunächst arbeitete er für das französische Radio als Komponist. Daneben komponierte er die Musik zu Filmen von Louis Malle und Jacques-Yves Cousteau. Seit 1959 arbeitete Baudo nur als Dirigent. 1962 wurde er einer größeren Öffentlichkeit bekannt, als er auf Empfehlung von Herbert von Karajan an der Mailänder Scala Claude Debussys Oper Pelléas et Mélisande dirigierte. Weitere Erfolge feierte er mehrere Jahre beim Musikfestival von Aix-en-Provence. Von 1970 bis 1988 leitete er das Orchestre National de Lyon als Musikdirektor. Baudo setzte sich auch für das Werk von Hector Berlioz ein, indem er dem französischen Komponisten ein Festival in Lyon widmete. Ab 1998 dirigierte Serge Baudo zahlreiche internationale Orchester. Wiederholt leitete er Aufführungen an der Wiener Staatsoper. Seit 2001 ist er Musikdirektor des Prager Symphonie-Orchesters.
Am 6. März 2004 wurde der Asteroid (36235) Sergebaudo nach ihm benannt.